# Aleptinoides
Aleptinoides es un  género monotípico de lepidópteros perteneciente a la familia Noctuidae. Su única especie: Aleptinoides ochrea Barnes & McDunnough, 1912, es originaria de Nuevo México donde se encuentra en Mesilla Park.